# Gimena Llamedo
Gimena Llamedo González (Arriondas,Asturias, 14 de julio de 1981) es una política y psicóloga asturiana, vicepresidenta del Gobierno del Principado desde 2023. Desde 2019 es diputada en la Junta General del Principado de Asturias y estuvo al frente de Secretaría de Organización de la Federación Socialista Asturiana entre 2017 y 2023.

## Biografía
Gimena Llamedo estudió la licenciatura de Psicología en la Universidad Pontificia de Salamanca. Llamedo cuenta además en su currículum con un Máster en Psicología Clínica. Fue finalista del Certamen Universitario Arquímedes de Investigación Científica.
En el ámbito profesional, fue socia fundadora del Gabinete Psicológico 'Deva' y de una empresa de turismo rural.

## Actividad política
En su actividad política, ha sido concejala de Igualdad, Deporte y Sanidad en el Ayuntamiento de Parres, en cuyo pleno ejerció como portavoz del grupo socialista. Fue presidenta de la Federación de Mujeres Jóvenes de Asturias, miembro del Comité de Coordinación de la Red de Mujeres españolas y africanas por un mundo mejor, vocal de la Coordinadora Española del lobby europeo de Mujeres, patrona de Fundación Mujeres, consejera del Consejo Económico y Social (CES) del Principado de Asturias.
Entre 2012 y 2017 estuvo al frente Secretaría de Igualdad de la FSA-PSOE. En 2017, durante el 32 Congreso de la FSA-PSOE  fue elegida como secretaria de organización, segundo cargo por importancia de la Federación, siendo secretario general Adrián Barbón. Gimena Llamedo forma también parte del Comité Federal del PSOE, máximo órgano entre congresos de este partido, desde el 39 Congreso del PSOE.
Entre 2014 y 2018 fue directora de la Agencia Asturiana de Cooperación del Gobierno del Principado de Asturias. Posteriormente, entre junio de 2018 y marzo de 2019, fue la Jefa de Gabinete de la Delegación del Gobierno en el Principado de Asturias.
Desde el 15 de junio de 2019 es diputada en la Junta General del Principado de Asturias tras haber concurrido en las elecciones autonómicas de 2019 como cabeza de lista socialista por la circunscripción oriental de Asturias. Repite como candidata en las elecciones autonómicas del 28 de mayo de 2023 y fue elegida diputada en la XII Legislatura. Llamedo fue nombrada por el presidente Adrián Barbón como vicepresidenta del gobierno del Principado de Asturias y como consejera de la Presidencia, Reto Demográfico, Igualdad y Turismo en el Segundo Gobierno Barbón. Le sustituyó como secretaria de organización Rita Camblor.